# 클라크매넌셔

클라크매넌셔

클라크매넌셔(영어: Clackmannanshire, 스코틀랜드 게일어: Siorrachd Chlach Mhannainn)는 스코틀랜드의 의회 구역으로 행정 중심지는 앨로아이며 면적은 159km2, 인구는 51,000명(2010년 기준), 인구 밀도는 319명/km2이다. 스털링, 파이프, 퍼스 킨로스와 접한다.